# Peiró de la Plaça Nova
El Peiró del Cap de la Vila, també conegut com a Peiró de la Plaça Nova, datat del segle xv, es tracta de l'únic que es conserva actualment a Cinctorres.
Els peirons o creus de terme poden considerar-se com un símbol de les terres del nord de la Comunitat Valenciana, en la qual el model escultòric es perllonga al llarg de les etapes renaixentista i barroca. Aquests monuments tingueren la seua època de màxima esplendor durant els segles XIV i xv.
La seua ubicació ha canviat, en un principi estava ubicada en l'encreuament de camins amb Castellfort i Portell. Però quan el peiró fou destruït durant el conflicte bèl·lic del 36, al dur a terme la seua reconstrucció, feta per Benjamí Moles Guardiola, es va traslladar a la Plaça de l'Església en el lloc on estava la creu de la plaça d'Alfonso XIII.
Durant l'hivern de 1997 les inclemències del temps van fer que el material petri de la creu, prou deteriorada pel pas del temps i per l'acció danyosa dels materials emprats en intervencions anteriors, s'esquerdarà i es produí el desmembrament d'un dels braços de la creu i l'esmicolament de tota la creu. Per proposta de l'Ajuntament de Cinctorres i amb l'assessorament de l'Associació Cultural el Peiró, el 13 de març de 1997 es sol·licità a la Direcció General de Patrimoni Artístic de la Conselleria de Cultura, Educació i Ciència la restauració del monument.

## Descripció
El peiró és d'estil gòtic amb creu llatina i braços rectes amb cresteria perimetral i remats florals, amb imatgeria en l'anvers (figura de Crist baix capitell i en el braç horitzontal disposades a manera de Calvari, les imatges, mutilades i deteriorades, de la Dolorosa a la dreta i de Sant Joan Evangelista, a la seva esquerra) i revers (figura de la Mare de Déu i el nen al centre, flanquejada per les figures possiblement de Santa Bàrbara a la dreta i Santa Llúcia a l'esquerra).
En el braç horitzontal i al costat de les imatges es representen busts d'àngels. També està representat Crist redemptor ressuscitant al nou Adan,. en l'anvers i Catalina, en el revers, Santa Úrsula en el lateral dret i Santa Àgueda en l'esquerre.
Per la seua banda, el capitell presenta forma tronc piramidal invertida i de secció octogonal amb l'escut de la Corona d'Aragó a un costat i el de Cinctorres en l'altre. A més, a la resta de les cares té esculpides les escenes de la coronació de la Mare de Déu i de l'Adoració dels Reis Mags. També estan els escuts dels donants, possiblement la família Oller.
La creu és de propietat municipal, però es conserva en dipòsit temporal a l'església parroquial, i en el seu lloc hi ha una rèplica del 1998 en els tallers "Artipedra".